# 三朝要典
《三朝要典》，共二十四卷，初名《從信鴻編》，又稱《三大政紀》，内阁大学士顧秉謙、黃立極、馮銓等編撰。
天啟六年（1626年）四月初十，給事中霍維華上疏數千字，抨擊劉一璟、韓爌、孫慎行、張問達、周嘉謨、王之寀、楊漣、左光斗、周朝瑞、袁化中、魏大中、顧大章等人，全盤推翻“梃擊案”、“紅丸案”、“移宮案”的結論。魏忠賢看了說：“這本條議一字不差！”時人論說：“此疏乃一部三朝要典也”。
魏忠賢為了加速陷害東林黨人，開館纂修《三朝要典》，在霍維華的基礎上，派遣顧秉謙、黃立極、馮銓等三人為總裁，礼部侍郎施凤来、杨景辰，以及詹事府詹事姜逢元等任副总裁，纂輯萬曆、泰昌、天啟三朝有關三大案的檔案資料，加上案語而成，王鐸與黃錦、鄭之玄等人則拒絕參與。《三朝要典》剛成書不久，熹宗駕崩，崇禎即位，清除閹黨，倪元璐上疏求毀《要典》，孙之獬、霍維華等力言不可，至五月上旬，下詔毀《三朝要典》，曰：“自今以后，官方不以此事定臧否，人材不以此书定进退，惟是三朝原无遗议，绍明前烈，注意编摩。诸臣各宜捐去成心，勿滋异论，务衷朕清平之治。”南明弘光時，阮大鋮等人打算重修《三朝要典》，不久清兵渡江，遂作罷。清代修《四庫全書》，《三朝要典》曾被列入禁毀書目。